# Bronce

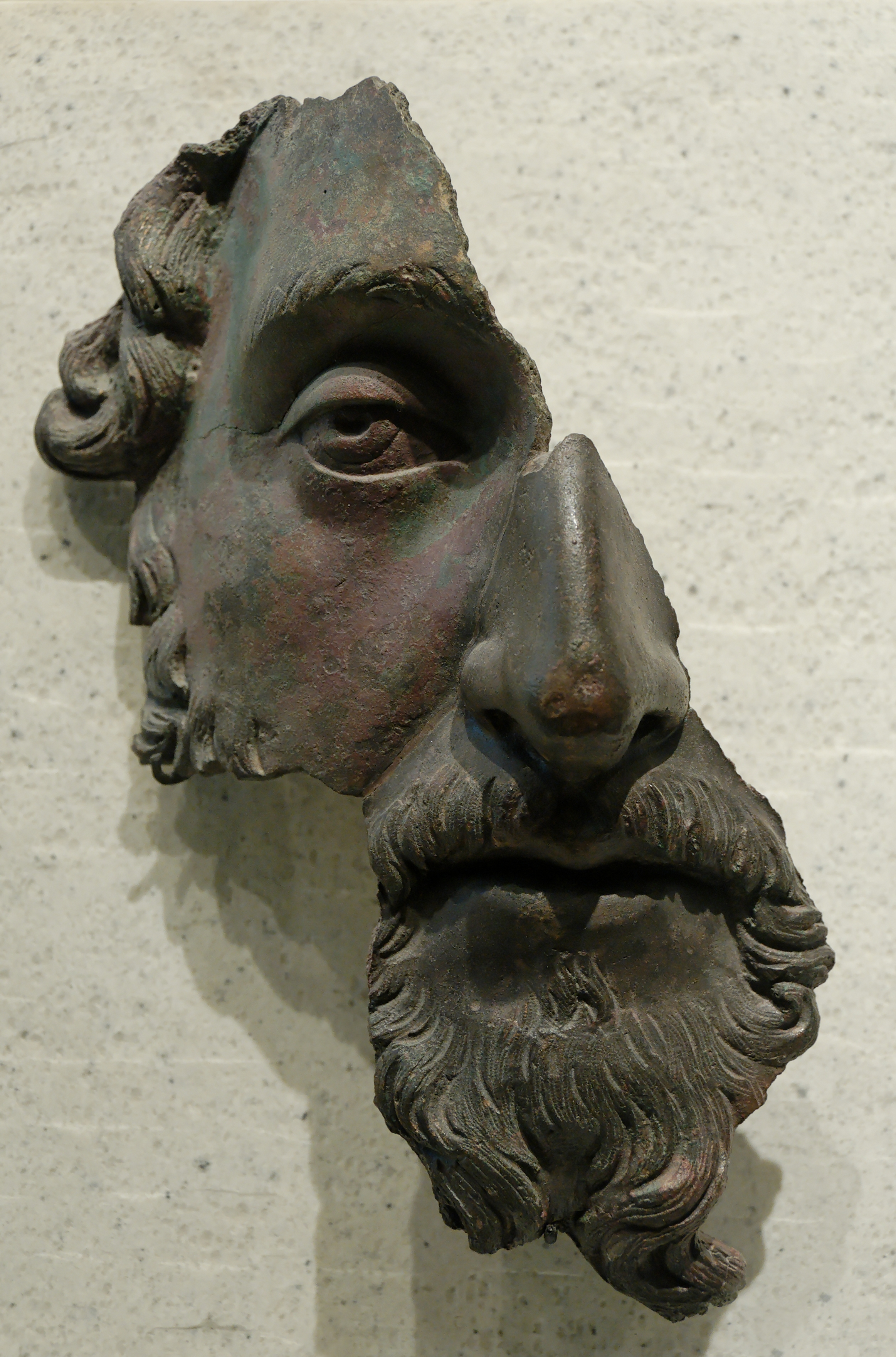
Fragmento de un retrato en bronce de Marco Aurelio

El bronce es toda aleación de cobre y estaño, en la que el primero constituye la base y el segundo aparece en una proporción del 3 % al 20 %. Puede incluir otros metales.
Las aleaciones constituidas por cobre y zinc se denominan propiamente latón; sin embargo, dado que en la actualidad el cobre se suele alear con estaño y zinc al mismo tiempo, en el lenguaje diario no especializado la diferencia entre bronce y latón es bastante imprecisa.
El bronce fue la primera aleación de importancia obtenida por el hombre y da su nombre a la «Edad del Bronce». Durante milenios fue la aleación básica para la fabricación de armas y utensilios, y orfebres de todas las épocas lo han utilizado en joyería, medallas y escultura. Las monedas acuñadas con aleaciones de bronce tuvieron un protagonismo relevante en el comercio.
Cabe destacar entre sus aplicaciones actuales su uso en partes mecánicas resistentes al roce y a la corrosión, en instrumentos musicales de buena calidad como campanas, gongs, platillos de acompañamiento, saxofones y en la fabricación de cuerdas de arpas, guitarras y pianos.

## Etimología
El vocablo «bronce» deriva probablemente del persa berenj («latón»). Otras versiones lo relacionan con el latín aes brundisium («mineral de Brindisi») por el antiguo puerto de Brundisium. Se cree que la aleación pudiera haber sido enviada por mar a este puerto, y desde allí era distribuida a todo el Imperio romano.

## Historia

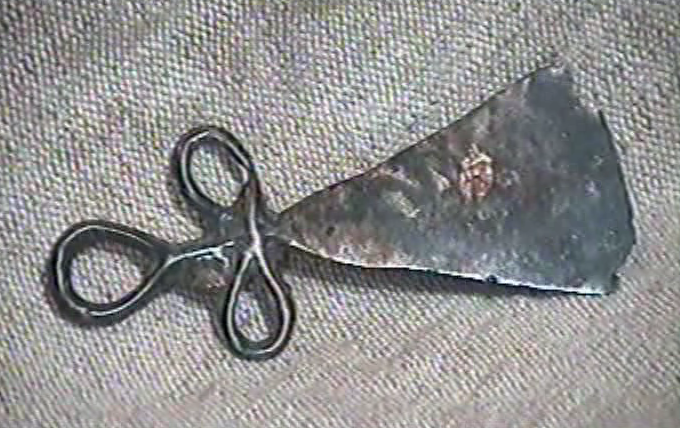
Pendiente-cuchillo de la Edad de bronce proveniente de Ucrania

La introducción del bronce resultó significativa en cualquier civilización que lo utilizó, constituyendo la aleación más innovadora en la historia tecnológica de la humanidad. Herramientas, armas, y varios materiales de construcción como mosaicos y placas decorativas consiguieron mayor dureza y durabilidad que sus predecesores en piedra o cobre calcopirítico.[cita requerida]
La técnica consistía en mezclar el mineral de cobre —por lo general calcopirita o malaquita— con el de estaño (casiterita) en un horno alimentado con carbón vegetal. El carbono del carbón vegetal reducía los minerales a cobre y estaño que se fundían y aleaban con el 5 al 10 % en peso de estaño. El conocimiento metalúrgico de la fabricación de bronce dio origen en las distintas civilizaciones a la llamada «Edad de Bronce».[cita requerida]
Inicialmente las impurezas naturales de arsénico permitían obtener una aleación natural superior, denominada bronce arsenical. Esta aleación, con no menos del 2 % de arsénico, se utilizaba durante la Edad de Bronce para la fabricación de armas y herramientas, teniendo en cuenta que el otro componente, el estaño, no era frecuente en muchas regiones, y debía ser importado de parajes lejanos.

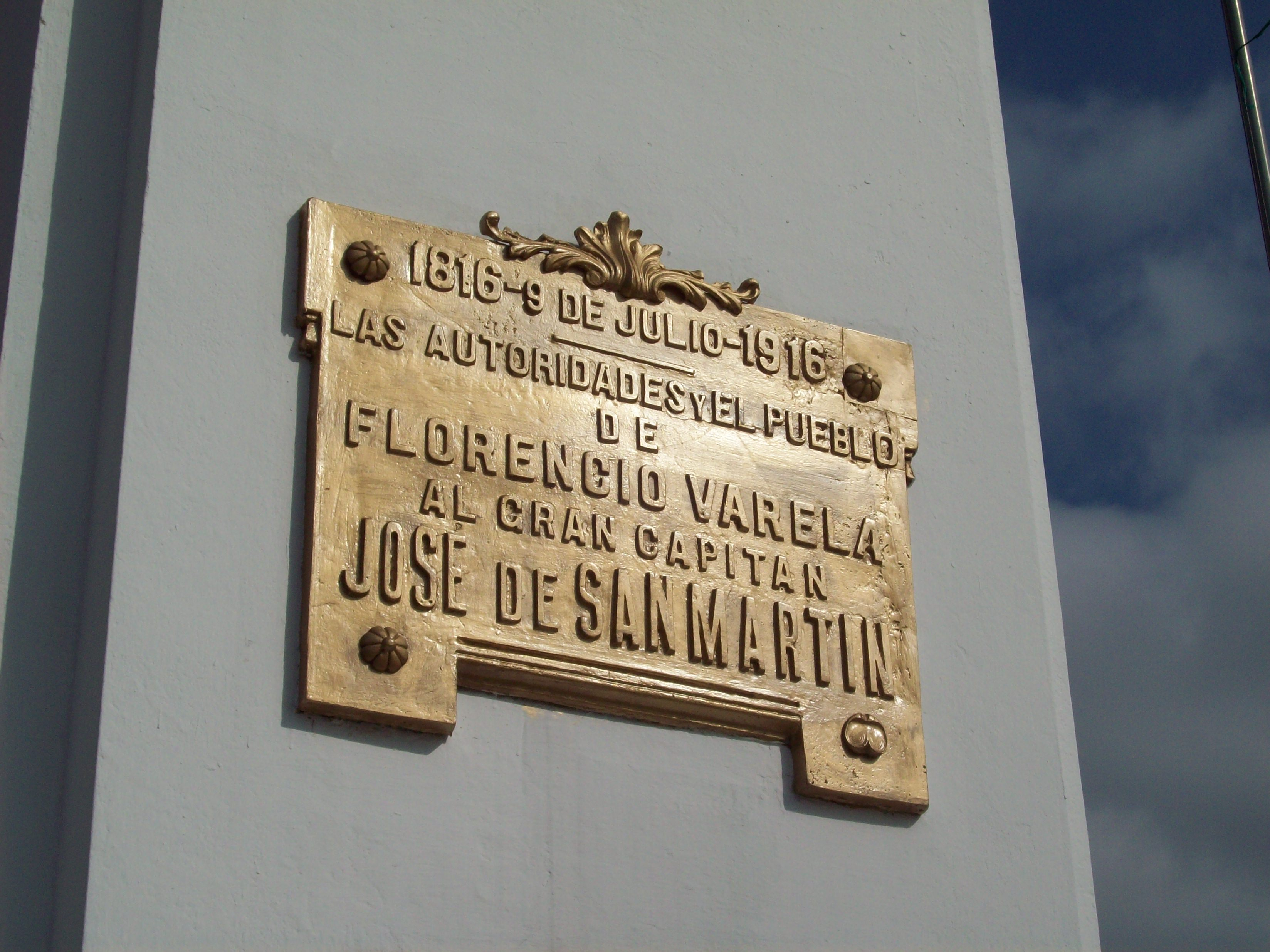
Placa de bronce pulida

La presencia de arsénico hace a esta aleación altamente tóxica, ya que produce —entre otros efectos patológicos— atrofia muscular y pérdida de reflejos.

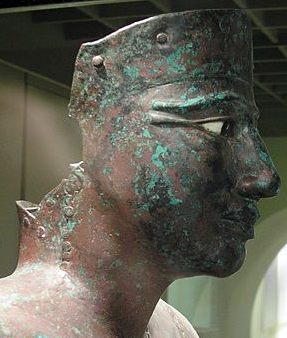
Estatua en cobre del faraón Pepy I. Siglo XXIII a. C.

Las aleaciones basadas en estaño más antiguas que se conocen datan del cuarto milenio a. C. en Susa (actual Irán) y otros sitios arqueológicos en Luristán y Mesopotamia.[cita requerida]
Aunque el cobre y el estaño pueden alearse con facilidad, raramente se encuentran minas mixtas, si bien existen algunas pocas excepciones en antiguos yacimientos en Irán y Tailandia. El forjado regular del bronce involucró desde siempre el comercio del estaño. De hecho, algunos arqueólogos sospechan que uno de los disparadores de la Edad del Hierro, con el subsecuente y progresivo reemplazo del bronce en las aplicaciones más importantes, se debió a alguna interrupción seria en el comercio de ese mineral alrededor de 1200 a. C., en coincidencia con las grandes migraciones del Mediterráneo. La principal fuente de estaño en Europa fue Gran Bretaña, que posee depósitos de importancia en Cornualles. Se sabe que ya los fenicios llegaron hasta sus costas con mercancías del Mediterráneo para intercambiarlas por estaño.[cita requerida]
En el Antiguo Egipto la mayoría de los elementos metálicos que se elaboraban consistían en aleaciones de cobre con arsénico, estaño, oro y plata. En tumbas del Imperio Nuevo, o en el templo de Karnak, se encuentran bajorrelieves mostrando una fundición datada en el siglo XV a. C.[cita requerida]
En el caso de la Grecia clásica, conocida por su tradición escultórica en mármol, se sabe que desarrollaron igualmente técnicas de fundición de bronce avanzadas, como lo prueban los bronces de Riace, originados durante el siglo V a. C.[cita requerida]

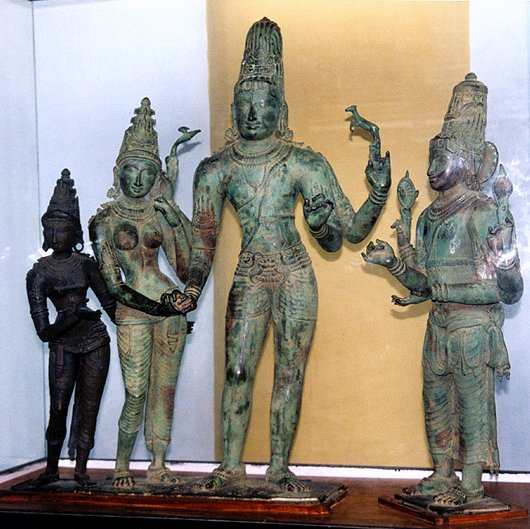
Bronces de la Dinastía chola (India), aprox. del

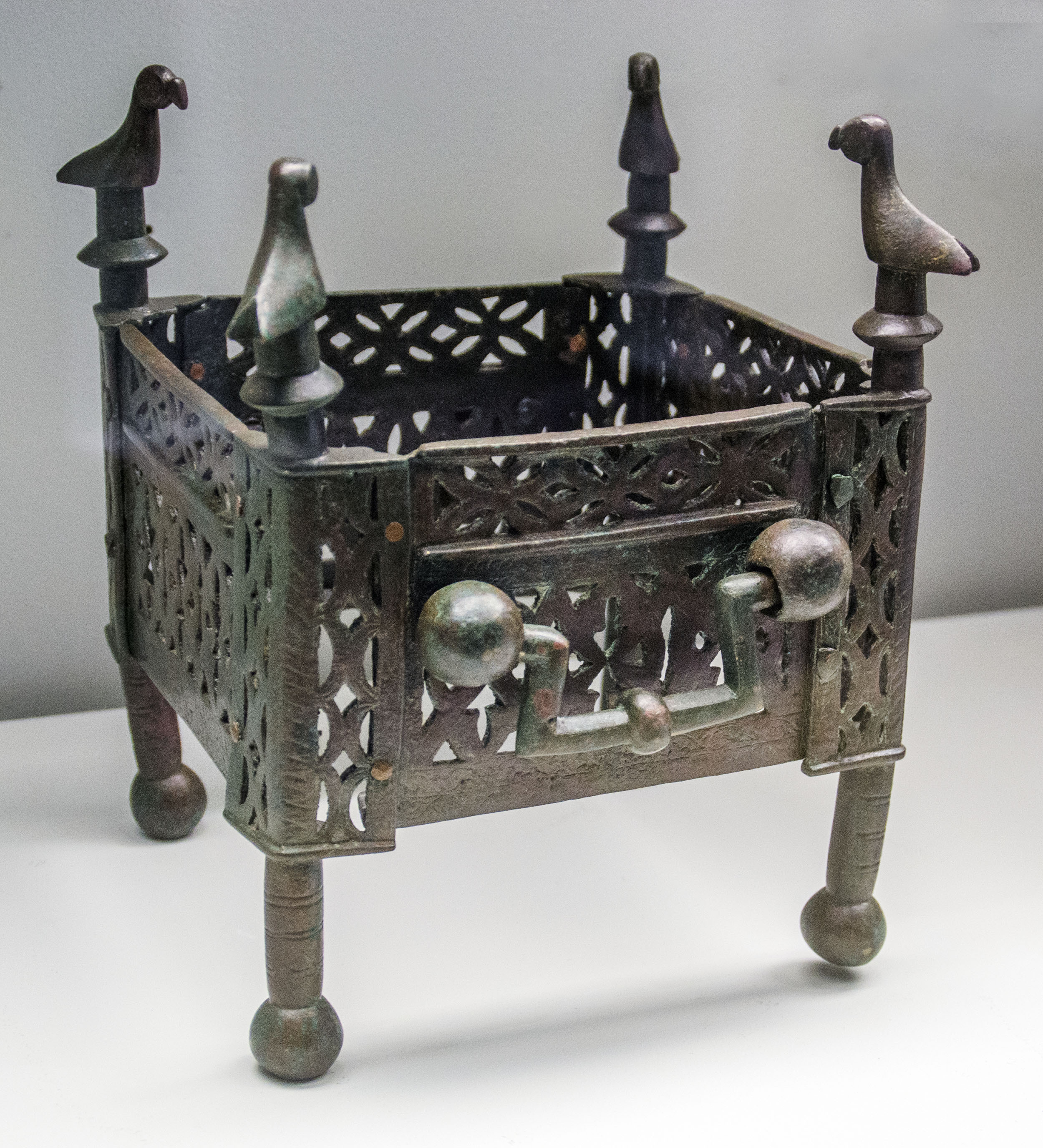
Brasero de bronce-latón de época almohade hallado en Córdoba (España) y depositado en su Museo Arqueológico.

En la India, la plenitud artística de la Dinastía chola produjo esculturas notables entre los siglos X y XI de nuestra era, representando las distintas formas del dios Shivá y otras deidades.[cita requerida]
Las civilizaciones de la América prehispánica conocían todas el uso de las aleaciones de bronce, si bien muchos utensilios y herramientas continuaban fabricándose en piedra. Se han hallado objetos fabricados con aleaciones binarias de cobre-plata, cobre-estaño, cobre al plomo e incluso aleaciones poco usuales de latón. Se cree que, por lo menos en los Andes precolombinos, los primeros trabajos en bronce se realizaron durante el Imperio wari. En la época inca, el bronce estaba exclusivamente reservado a la nobleza incaica y altos mandos del ejército. Era procesado en sitios como Viña del Cerro y Curamba. Ya en la época colonial, las fundiciones más importantes se encontraban en Perú y en Cuba, dedicadas principalmente a la fabricación de campanas y cañones.

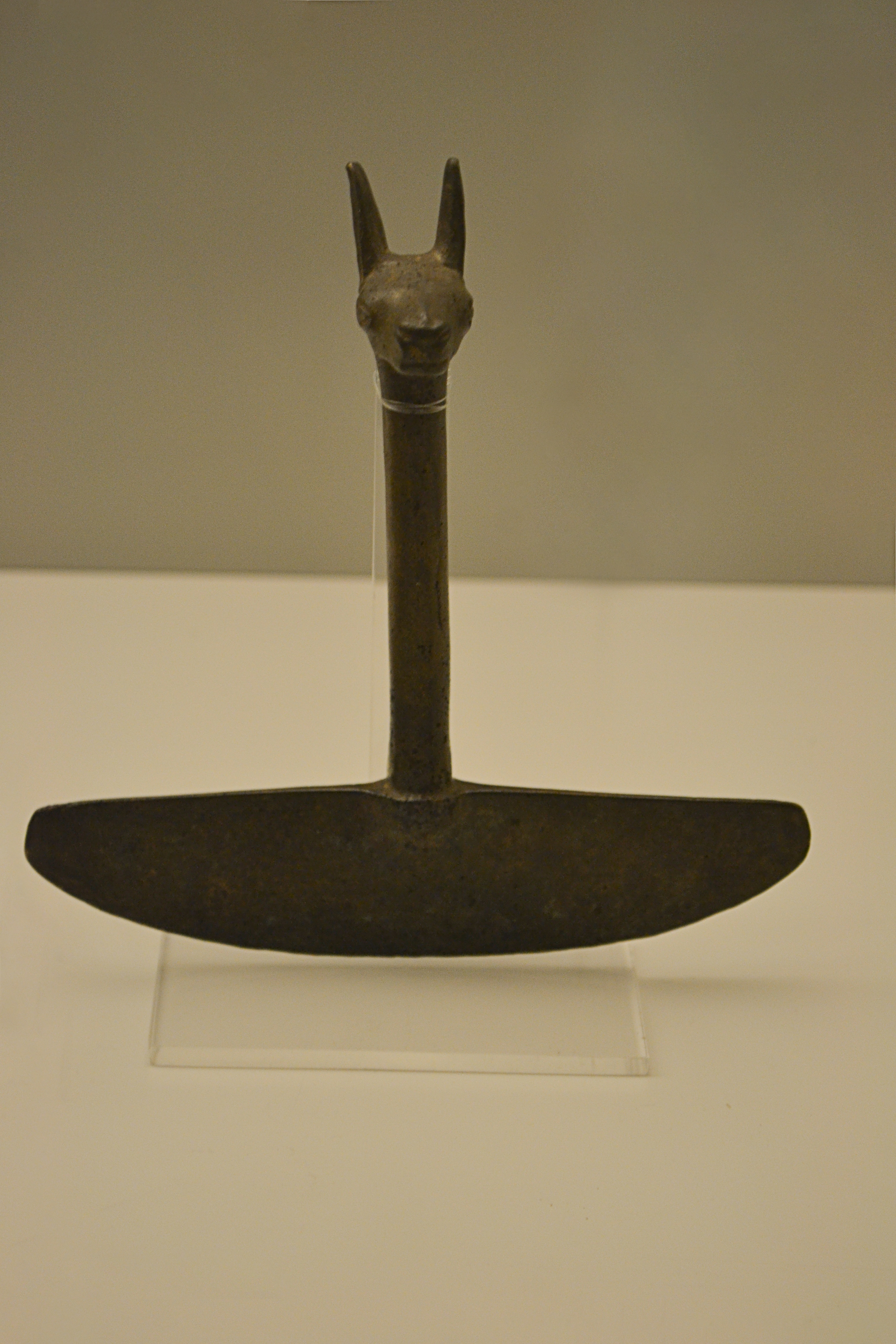
Cuchillo inca de bronce

El bronce siguió en uso porque el acero de calidad no estuvo ampliamente disponible hasta muchos siglos después, con las mejoras de las técnicas de fundición a inicios de la Edad Media en Europa, cuando se obtuvo acero más barato y resistente, eclipsando al bronce en muchas aplicaciones.[cita requerida]

## Propiedades
Exceptuando el acero, las aleaciones de bronce son superiores a las de hierro en casi todas las aplicaciones. Por su elevado calor específico, el mayor de todos los sólidos, se emplea en aplicaciones de transferencia del calor.

### Comparación entre bronces y aceros
Aunque desarrollan pátina, las aleaciones de bronce no se oxidan bajo la superficie, son más frágiles y tienen menor punto de fusión que el acero. Son aproximadamente un 10 % más pesadas, a excepción de las compuestas por aluminio o sílice. También son menos rígidas, por lo tanto en aplicaciones elásticas como resortes acumulan menos energía que las piezas similares de acero. Resisten la corrosión, incluso la de origen marino, el umbral de fatiga metálica es menor, y son mejores conductores del calor y la electricidad.[cita requerida]
Otra característica diferencial de las aleaciones de bronce respecto al acero es la ausencia de chispas cuando se las golpea contra superficies duras. Esta propiedad ha sido aprovechada para fabricar martillos, mazas, llaves ajustables y otras herramientas para uso en atmósferas explosivas o en presencia de gases inflamables.

### Versatilidad
El cobre y sus aleaciones tienen una amplia variedad de usos como resultado de la versatilidad de sus propiedades mecánicas, físicas y químicas. Téngase en cuenta, por ejemplo, la conductividad eléctrica del cobre puro, la excelente maleabilidad de los cartuchos de munición fabricados en latón, la baja fricción de aleaciones cobre-plomo, las sonoridad del bronce para campanas y la resistencia a la corrosión de la mayoría de sus aleaciones.[cita requerida]

### Propiedades físicas
Datos para una aleación promedio con 89 % de cobre y 11 % de estaño:
- Densidad: 8900 kg×m-3
- Punto de fusión: de 830 a 1020 °C
- Punto de ebullición: de 2230 a 2420 °C
- Coeficiente de temperatura: 0,0006 K-1
- Resistividad eléctrica: de 14 x 10-6   a 16 x 10-8 Ω/m
- Coeficiente de expansión térmica: entre 20 y 100 °C → 17,00 x 10-6 K-1
- Conductividad térmica a 23 °C: de 42 a 50 Wm-1

### Propiedades mecánicas
- Elongación: < 65 %
- Dureza Brinell: de 70 a 300
- Módulo de elasticidad: de 80 a 115 GPa
- Resistencia a la cizalla: de 230 a 490 MPa
- Resistencia a la tracción: de 300 a 900 MPa

## Principales aleaciones

### Tipos básicos

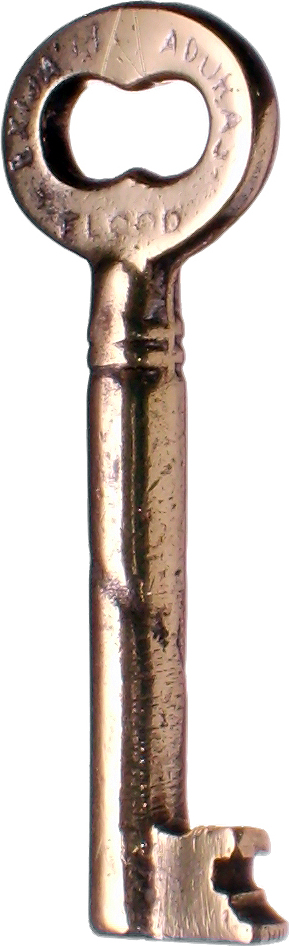
Llave de bronce

La aleación básica de bronce contiene aproximadamente el 88 % de cobre y el 12 % de estaño. El bronce «alfa» es la mezcla sólida de estaño en cobre. La aleación alfa de bronce con entre un 4 y un 5 % de estaño se utiliza para acuñar monedas y para fabricar resortes, turbinas, y herramientas de corte.
En muchos países se denomina incorrectamente «bronce comercial» al latón, que contiene 90 % de cobre y 10 % de zinc, pero no estaño. Es más duro que el cobre, y tiene una ductilidad similar. Se utiliza en tornillos y alambres.

### Bronce arsenical
La aleación de cobre con arsénico es el primer bronce utilizado por el hombre. Es una aleación blanquecina, muy dura y frágil. Se fabrica en una proporción del 70 % de cobre y el 30 % de arsénico, aunque es posible fundir bronces con porcentajes de arsénico de hasta 47,5 %. En estos casos, el resultado es un material gris brillante, fusible al rojo y no alterado por el agua hirviente.
La simple exposición al aire del bronce arsenical produce una pátina oscura. Esta circunstancia, y la alta toxicidad del arsénico la convirtieron en una aleación muy poco utilizada, especialmente a partir del descubrimiento de la alpaca, plata alemana o bronce blanco, conocida desde tiempos antiguos en China y fabricada en Alemania desde finales del siglo XVIII.

### Bronce sol
El denominado bronce sol (en alemán; Sonnenbronze) es una aleación utilizada en joyería, tenaz, dúctil y muy dura, que funde a temperaturas próximas a las del cobre (1357 °C) y está constituida hasta por el 60 % de cobalto.

### Cuproaluminio
El cuproaluminio o bronce de aluminio es un tipo de bronce, de color similar al del oro, en el cual el aluminio es el metal de aleación principal que se agrega al cobre. Una variedad de bronces de aluminio, de composiciones diferentes, han encontrado uso industrial.

### Bronce para armas de fuego

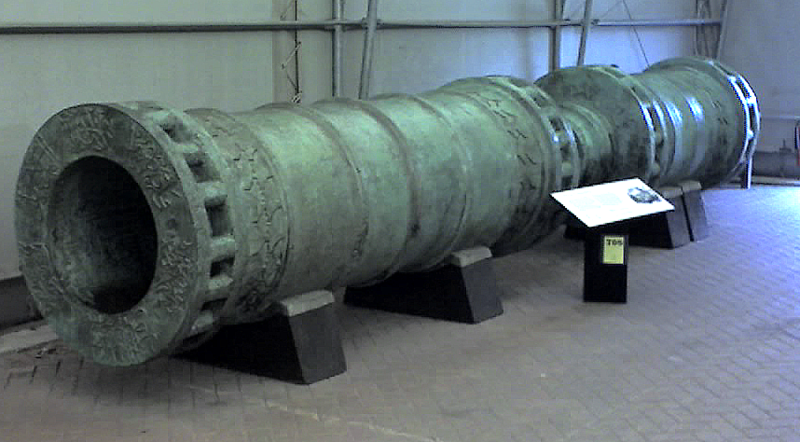
Cañón pesado de los Dardanelos, utilizado por los turcos en el sitio de Constantinopla (1453)

A partir del descubrimiento de la pólvora se utilizó un bronce para cañones compuesto por entre un 90 y un 91 % de cobre y de un 9 a 10 % de estaño, proporción que se denomina comúnmente «bronce ordinario». Estas armas eran conocidas en China en épocas tan tempranas como el siglo XI a. C., y en Europa se utilizaron a partir del siglo XIII tanto para cañones como en falconetes.
Para el siglo XV la artillería del Imperio otomano contaba con grandes bombardas de bronce. Construidas en dos piezas, con un largo total de 5,20 m y 16,8 toneladas de peso, lanzaban balas de 300 kg a una distancia de hasta 1600 metros. De operación difícil, con una capacidad de tiro de no más de 15 disparos diarios, fueron utilizadas en el sitio de Constantinopla en 1453.

### Bronce para campanas

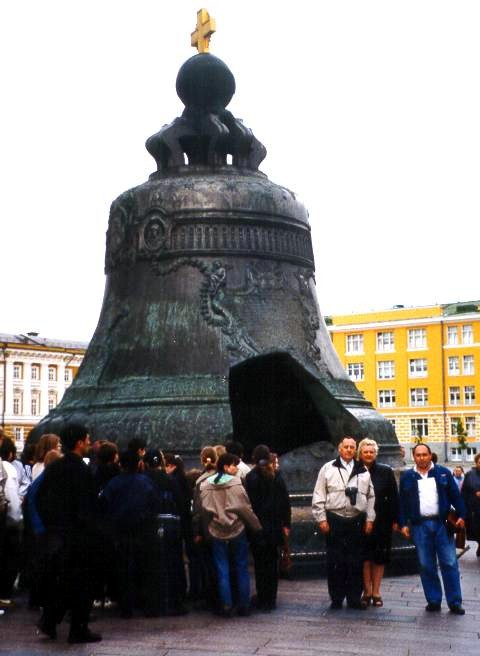
La Tsar Kólokol (ruso: «zar de las campanas»), es la mayor campana de bronce que se conserva. Fundida en 1733, nunca se utilizó y se exhibe en el Kremlin de Moscú.

La fundición para campanas es generalmente frágil: las piezas nuevas presentan una coloración que varía del ceniza oscuro al blanco grisáceo, con tonos rojo amarillento o incluso rojo azulado en las aleaciones con mayor contenido de cobre.[cita requerida]
La mayor proporción de cobre produce tonos más graves y profundos a igualdad de masa, mientras que el agregado de estaño, hierro o zinc produce tonos más agudos. Para obtener una estructura más cristalina y producir variantes en la sonoridad, los fundidores han utilizado también otros metales como antimonio o bismuto en pequeñas cantidades. [cita requerida]
La aleación con mayor sonoridad para fabricar campanas es el denominado metal de campana, que consta de 78 % de cobre y de 22 % de estaño. Es relativamente fácil para fundir, tiene una estructura granulosa compacta con fractura vítreo-concoidea de color rojizo. Este tipo de bronce era conocido desde la antigüedad en la India para fabricar gongs. Aunque poco frecuente por su coste, la adición de plata es una de las pocas que mejora aún más la sonoridad.[cita requerida]
También se han utilizado aleaciones con hasta el 2 % de antimonio. En China se conocía una aleación con 80 % de cobre y 20 % de estaño para fabricar campanas, grandes gongos y timbales. [cita requerida]
En Inglaterra se utilizó una aleación constituida por 80 % de cobre, 10,25 % de estaño, 5,50 % de zinc y 4,25 % de plomo. Es de sonoridad menor, teniendo en cuenta que el plomo no se homogeneiza con la aleación.[cita requerida]
Para campanillas e instrumentos pequeños se utilizó frecuentemente una aleación del 68 % de cobre y el 32 % de estaño, que resulta en un material frágil, de fractura cenicienta.[cita requerida]
Para platillos y gongs se usan varias aleaciones que van desde una aleación templada con el 80 % de cobre y el 20 % de estaño (B20), 88 % de cobre y 12 % estaño (B12, por ejemplo, ZHT Zildjian, Alpha Paiste), y la más económica B8, la cual consiste en solo el 8 % de estaño por el 92 % de cobre (Ejemplo, B8 Sabian, Paiste 201, Zildjian ZBT). El temple se logra volviendo a calentar la pieza fundida y enfriándola rápidamente.[cita requerida]
La mayor campana que se conserva, llamada Tsar Kólokol, fue fundida en 1733 por Iván Motorin, por encargo de la emperatriz Ana de Rusia, sobrina del Zar Pedro el Grande. Con un peso de 216 toneladas, 6,14 m de altura y 6,6 de diámetro. Nunca fue utilizada como instrumento, ya que un incendio en 1737 destruyó sus grandes soportes de madera. Desde 1836 se exhibe en el Kremlin de Moscú.

### Kara kane

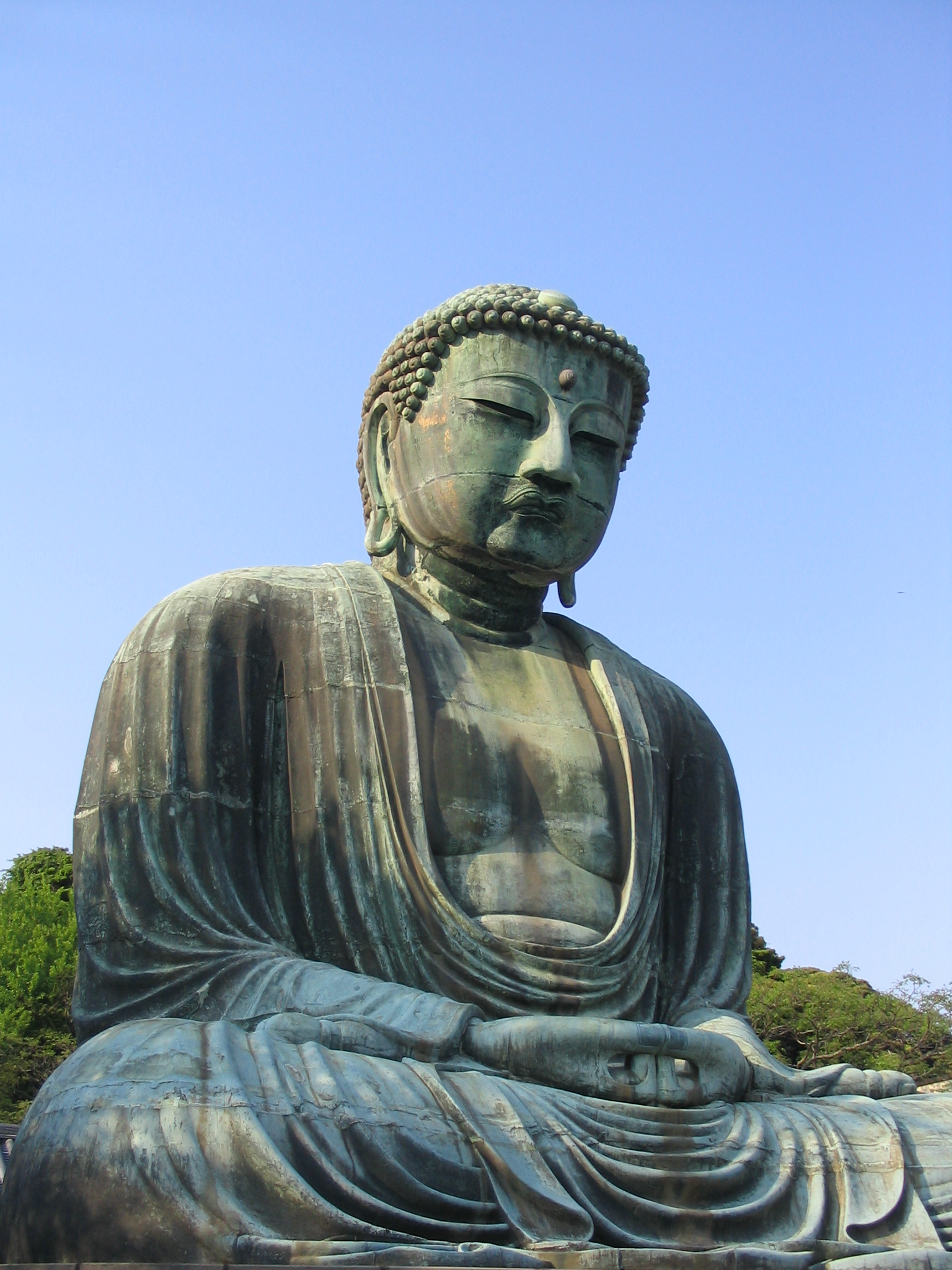
Estatua de bronce de Buda Daibutsu, en Kamakura (Japón), tiene 11,40 m de altura y 93 toneladas de peso.

El kara-kane («metal chino» en japonés) es un bronce para campanas y orfebrería tradicional de Japón constituido por un 60 % de cobre, 24 % de estaño y 9 % de zinc, con agregados de hierro y plomo.
Muchos orfebres suelen agregarle pequeñas cantidades de arsénico y antimonio para endurecer el bronce sin perder fusibilidad, y lograr mayor detalle en la impresión de los moldes.
El kara-kane es muy utilizado para artesanía y estatuaria no solo por su bajo punto de fusión, gran fluidez y buenas características de relleno de molde, sino también por su superficie suave que rápidamente desarrolla una fina pátina.
Existe una variedad singular denominada seniokuthis, o bronce dorado, originada en la época de la dinastía Ming en China, que destaca por su textura lustrosa y su tonalidad dorada. En su fabricación tienen especial importancia las técnicas de pátina.
Las grandes esculturas de Buda realizadas por los orfebres japoneses demuestran el alto dominio técnico que poseían y teniendo en cuenta su gran tamaño, la mayoría de ellas debió ser fundida en el lugar de emplazamiento por medio de sucesivas etapas.

### Aleaciones que imitan la plata
- Metal de Tonca: aleación compuesta por un 36 % de cobre, 28 % de níquel y cantidades iguales de estaño, plomo, hierro, zinc y antimonio. Es un metal difícil de fundir, poco dúctil, que se utiliza con poca frecuencia.[8]
- Mina plata: fabricada con 57 % de cobre, 40 % de níquel, 3 % de tungsteno y trazas de aluminio, tiene la propiedad de no ser atacada por el azufre y presenta propiedades muy similares a la plata.[8]

### Aleaciones con plomo
Para la fabricación de cojinetes y otras piezas sometidas a fricción suelen utilizarse aleaciones de bronce con hasta un 10 % de plomo, que le otorga propiedades autolubricantes.
La característica distintiva del plomo es que no forma aleación con el cobre; de allí que queda distribuido de acuerdo a la técnica de fundido en la masa de la aleación, sin mezclarse íntimamente. Por este motivo, el calentamiento excesivo de una pieza de maquinaria construida con este material puede llevar a la «exudación» de plomo que queda aparente como barro o lodo. El reciclaje de estas piezas es también dificultoso, porque el plomo se funde y se separa de la aleación mucho antes de que el cobre llegue al punto de fusión.

### Aleaciones comerciales
| Código     | Denominación                 | Composición %                                                  | Densidad g/cm³ | Dureza Brinell | Mod.Elástico Gpa | Resist. elec. Ω/cm | Cond.térmica W/mK | Punto fusión °C | Aplicaciones                                            |
| ---------- | ---------------------------- | -------------------------------------------------------------- | -------------- | -------------- | ---------------- | ------------------ | ----------------- | --------------- | ------------------------------------------------------- |
| SAE40      |                              | Cu 85 Pb 5 Sn 5 Zn 5                                           | 8,82           | 60             | 93               | 1,2-05             | 71,9              | 854             |                                                         |
| SAE64      |                              | Cu 80 Pb 10 Sn 10                                              | 8,88           | 60             | 76               | 1,7-05             | 46,9              | 762             |                                                         |
| UNS C22000 | Comercial 90-10              | Cu 89/91 Fe < 0,05 Pb < 0,05 Zn 12,5                           | 8,80           | 53             | 115              | 3,91-06            | 189               | 1020            | matrices de impresión, laminados, tornillos             |
| UNS C22600 | Bronce de joyería            | Cu 86/89 Fe < 0,05 Pb < 0,05 Zn 12,5                           | 8,78           | 55             | 115              | 4,30-06            | 173               | 1005            | cremalleras, bisutería, monedas                         |
| UNS C31400 | Templado comercial con plomo | Cu 87,5/90,5 Fe < 0,1 Ni < 0,7 Pb 1,3/2,5 Zn 9,25 Otros < 0,05 | 8,83           |                | 115              |                    | 180               | 1010            | tornillos, contactos eléctricos, partes de herramientas |
| UNS C31600 | Templado niquelado           | Cu 87,5/90 Fe < 0,1 Ni 0,7/1,2 P 0,04/0,1 Pb 1,2/2,5 Zn 8,1    | 8,86           |                | 115              |                    | 140               | 1010            | tornillos, contactos eléctricos, partes de herramientas |
| UNS C40500 | Bronce de alta conductividad | Cu 95 Sn 1 Zn 4                                                | 8.83           |                | 117              |                    | 165               |                 |                                                         |

## Técnica de fundición
El método más utilizado para la fundición artística del bronce es el de la «cera perdida» o microfusión, que —con diversas variantes— sigue los pasos siguientes:
1. Modelado original en barro, escayola u otro material.
2. Toma del molde principal, generalmente en escayola. Una vez fraguado, se retira el núcleo (modelo original).
3. El molde «negativo» se llena con cera para producir un «positivo» de este material.
4. Se recubre la cera con una mezcla de arcilla. Una vez seca, se lleva a horno, donde la cera se funde y «se pierde».
5. En el caso de objetos pequeños, el nuevo molde sirve directamente para el colado del bronce. Para piezas mayores, es habitual llenarlo con una capa de cera que formará una película del espesor deseado para el bronce, y el interior (macho) se rellena con material refractario. Todo el proceso requiere la colocación de aireadores, canales de colado y diversos cuidados para obtener una colada homogénea.
6. Acabado que incluye limado de imperfecciones, asperezas y pulido de la pieza.
7. Pátina, mediante la aplicación de distintos ácidos y calentamiento a soplete para agilizar la oxidación.

## Simbología
- Las medallas de bronce premian el tercer puesto en las competiciones deportivas.
- Representa los ocho años de matrimonio en varias culturas occidentales: Bodas de bronce.
- Es el octavo nivel en la progresión de la cerbatana deportiva.